# 五矿镇
五矿镇，是中华人民共和国四川省宜宾市江安县下辖的一个乡镇级行政单位。

## 行政区划
五矿镇下辖以下地区：
五矿社区、金星村、盐井村、槐子榜村、文峰村、友隆村、楔子岩村、金罗村、石桥村和高山村。